# Cephalodella rostrum
Cephalodella rostrum är en hjuldjursart som beskrevs av Reed 1978. Cephalodella rostrum ingår i släktet Cephalodella och familjen Notommatidae. Inga underarter finns listade i Catalogue of Life.